# Karl Henning
Karl Fredrik Salomon Henning, född den 19 juli 1843 i Vistorp, Skaraborgs län, död den 17 maj 1909 i Växjö, var en svensk präst och kyrkohistoriker. 
Henning blev student vid Uppsala universitet 1866, filosofie doktor 1875 och teologie kandidat 1878. Han prästvigdes 1879, kallades 1881 till docent i kyrkohistoria samt utnämndes 1882 till lektor i kristendom och hebreiska vid Strängnäs högre allmänna läroverk med Överselö som prebende och 1894 till domprost i Växjö. År 1893 promoverades han till teologie doktor. Henning skrev bland annat Johan Conrad Dippels vistelse i Sverige samt Dippelianismen i Stockholm 1727–1741 (1881), Bidrag till kännedomen om de religiösa rörelserna i Sverige och Finland efter 1730 (1891), Strengnäs stift under den liturgiska striden till Upsala möte 1593 (1893) samt artiklar i Nordisk familjeboks första upplaga. Henning blev ledamot av Nordstjärneorden 1896.